# Cyanella
Cyanella, biljni rod iz porodice Tecophilaeaceae, dio reda Asparagales. Postoji devet priznatih vrsta trajnica (geofiti s lukovicom) iz Južne Afrike i Namibije
Rod je opisan 1754.

## Vrste
1. Cyanella alba L.f.
2. Cyanella aquatica Oberm. ex G.Scott
3. Cyanella cygnea G.Scott
4. Cyanella hyacinthoides Royen ex L.
5. Cyanella lutea L.f.
6. Cyanella marlothii J.C.Manning & Goldblatt
7. Cyanella orchidiformis Jacq.
8. Cyanella pentheri Zahlbr.
9. Cyanella ramosissima (Engl. & Krause) Engl. & K.Krause

## Sinonimi
- Pharetrella Salisb.
- Trigella Salisb.